# Ommoy
Ommoy – miejscowość i gmina we Francji, w regionie Normandia, w departamencie Orne.
Według danych na rok 1990 gminę zamieszkiwało 95 osób, a gęstość zaludnienia wynosiła 17 osób/km² (wśród 1815 gmin Dolnej Normandii Ommoy plasuje się na 791. miejscu pod względem liczby ludności, natomiast pod względem powierzchni na miejscu 833.).